# Rokytov pri Humennom
Rokytov pri Humennom (em ucraniano: Гуменський Рокитів) é um município da Eslováquia, situado no distrito de Humenné, na região de Prešov. Tem 25,68 km² de área e sua população em 2018 foi estimada em 288 habitantes.

## Demografia
| Ano:        | 1994 | 2004    | 2014   | 2024   |
| ----------- | ---- | ------- | ------ | ------ |
| Broj ljudi: | 354  | 303     | 304    | 287    |
| Razlika:    |      | -14,40% | +0,33% | -5,59% |

| Ano:               | 2023 | 2024   |
| ------------------ | ---- | ------ |
| Número de pessoas: | 294  | 287    |
| Diferença:         |      | -2,38% |